# High Hoyland
High Hoyland – wieś w Anglii, w hrabstwie ceremonialnym South Yorkshire, w dystrykcie metropolitalnym Barnsley. Leży 23 km na północ od miasta Sheffield i 251 km na północny zachód od Londynu. W 2001 miejscowość liczyła 142 mieszkańców.